# Stygiostola
Stygiostola là một chi bướm đêm thuộc họ Noctuidae.